# Сантана, Марио Альберто
Марио Альберто Сантана (исп. Mario Alberto Santana; род. 23 декабря 1981[…] или 25 декабря 1981, Комодоро-Ривадавия, Чубут) — аргентинский футболист, атакующий полузащитник. Имеет паспорт гражданина Италии.

## Карьера

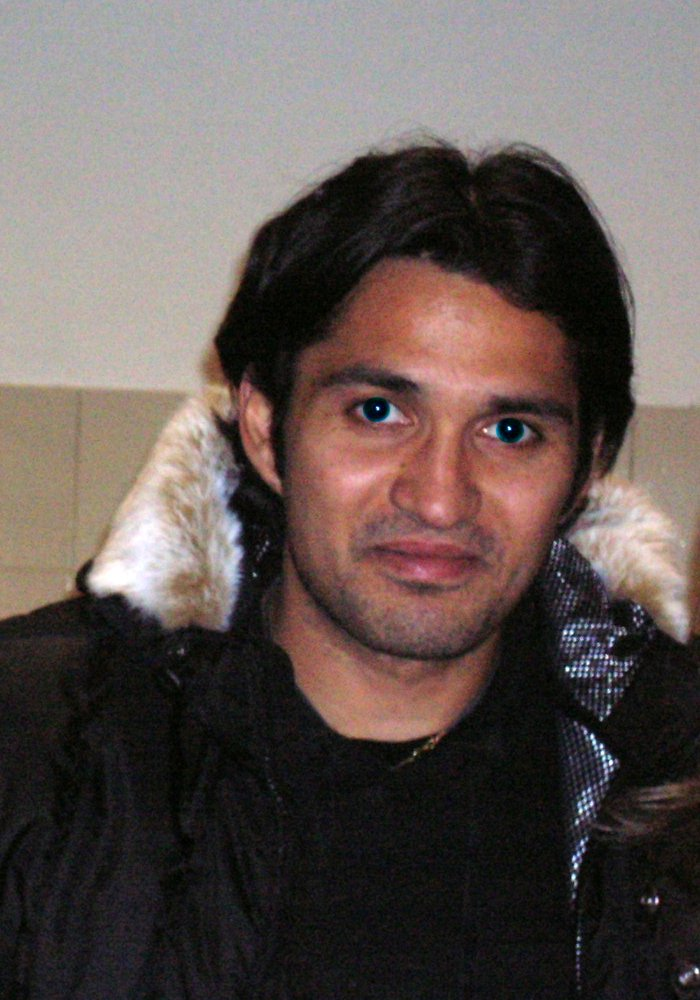
Сантана в 2006 году

Марио Сантана начал свою карьеру в молодёжном составе клуба «Сан-Лоренсо», а в 1999 году дебютировал в основе клуба. За 3 сезона в команде Сантана провёл за клуб 33 матча (забив 2 гола) и выиграл с клубом клаусуру и Кубок Меркосур в 2001 году.
В январе 2002 года Сантана перешёл в клуб «Венеция», дебютировав в команде 24 марта в домашней игре с клубом «Аталанта», в которой «Венеция» проиграла 0:1, сам же Сантана вышел на замену вместо Игли Ваннукки во втором тайме. Всего за пол-сезона, проведённых за «Венецию», Сантана вышел на поле всего 4 раза, а клуб занял последнее место в чемпионате, «с треском» вылетев в Серию B.
Летом 2002 года президент «Венеции» Маурицио Дзампарини решает продать свою часть акций клуба и покупает контрольный пакет акций клуба «Палермо», также новый президент решает увести с собой и молодого аргентинца Сантану. Сантана постепенно завоёвывает доверие тренеров клуба, а сама команда из Серии B поднимается в Серию А.
В межсезонье 2003 Сантана, на правах аренды, уезжает в клуб «Кьево», в «Кьево» Санта проводит 28 матчей и забивает 4 мяча, став одним из лидеров того сезона, а также получает, наконец, вызов из сборной Аргентины.
Когда срок аренды закончился, Сантана вернулся в «Палермо». За 2 следующих сезона Саната выходит на поле в 58-ми матчах, забив 3 мяча. 16 марта 2006 года в матче на Кубок УЕФА с немецким «Шальке-04» Сантана получает тяжелую травму, перелом третьего поясничного позвонка, который вынуждает игрока 2 месяца оставаться без мяча. Несмотря на то, что Сантана все же смог играть в последним матчах чемпионата, его, твёрдого игрока, если не основы, но запаса уж точно, сборной Аргентины, всё же отцепили от главной команды, поехавшей на чемпионат мира 2006 в Германию.
27 мая 2006 года Сантана за 5 миллионов евро перешёл из «Палермо» в «Фиорентину», подписав контракт на 4 года. Спортивный директор «Фиорентины» Панталео Корвино подписал игрока после того, как главный тренер клуба Чезаре Пранделли купить универсального футболиста, умеющего играть на фланге и в центре поля, чему Сантана полностью соответствовал. В одной из первых партий за «фиалок» на кубок Италии против «Джарре» Сантана получил травму бедра, что вновь вынудило его лечиться, на этот раз два с половиной месяца. Возвратившись на поле в матче с «Реджиной», Сантана сразу же поразил ворота соперника, этот гол стал первым, забитой Сантаной за «Фиорентину». Через некоторое время в матче с «Торино» Сантана получает рецидив травмы, из-за которого он вновь отсутствует в команде некоторое время. За первый год в клубе, игрок выходит на поле только 8 раз и забивает лишь 1 мяч.
Во втором сезоне в составе «фиалок» Сантана уже обошёлся без травм, а 23 декабря 2007 года он сделал первый «дубль» в чемпионате Италии, забив два мяча в ворота «Кальяри», всего за сезон Сантана забил 6 мячей в 26 матчах, хотя игры он проводил неровно, чередуя удачные матчи с почти провальными. Летом Сантана договорился о переходе с английским «Тоттенхэмом», но сделка сорвалась. Также он вёл переговоры с «Ромой». В начале сезона 2008/09 Чезаре Пранделли меняет тактику с 4-3-3 на 4-3-1-2, а Сантана в новой схеме становится атакующим полузащитником. 28 января 2009 года Сантана забивает свой первый гол в сезоне в ворота «Наполи». 2 февраля 2009 года, после игры с «Болоньей», у Сантаны была обнаружена трещина в малой и большой берцовых костях, а также разрыв крестообразных связок правого колена; эти травмы вынудили футболиста досрочно закончить сезон. 10 ноября 2009 года Сантана получил травму бедра. 22 апреля 2010 года Сантана в игре с «Сан-Миниато Бассо» получил рецидив старой травмы — разрыв крестообразных связок правого колена и выбыл из строя на 5 месяцев.
В 2011 году Фиорентина приняла решение не продлевать контракт с аргентинцем. Тогда же им заинтересовался «Наполи». 12 июля футболист стал игроком неаполитанцев. 10 октября Марио получил травму бедра и выбыл на месяц. 1 февраля 2012 года Сантана перешёл на полгода в «Чезену» на правах аренды.. В июле 2012 года Сантана был арендован клубом «Торино». Туринская команда имела право выкупить футболиста после окончания сезона 2012/13.
В 2013 году Марио стал игроком клуба «Дженоа», куда его пригласил главный тренер команды Фабио Ливерани. В январе 2014 года Сантана был арендован на полгода португальским клубом «Ольяненсе». 3 февраля 2015 года он перешёл, на правах аренды, в клуб «Фрозиноне».
16 января 2016 года Сантана стал игроком клуба «Про Патрия». Он выступал за клуб на протяжении 4 сезонов, был капитаном команды. В возрасте 37 лет он во второй раз перешёл в стан «Палермо», где спустя полгода получит тяжёлую травму — разрыв ахиллова сухожилия правой ноги.

## Статистика

### Клубная
| Клуб        | Страна     | Сезон   | Лига       | Матчи | Голы |
| ----------- | ---------- | ------- | ---------- | ----- | ---- |
| Сан-Лоренсо | Аргентина  | 1999/00 | Примера    | 4     | 1    |
| Сан-Лоренсо | Аргентина  | 2000/01 | Примера    | 17    | 1    |
| Сан-Лоренсо | Аргентина  | 2001/02 | Примера    | 12    | 0    |
| Венеция     | Италия     | 2001/02 | Серия А    | 4     | 0    |
| Палермо     | Италия     | 2002/03 | Серия B    | 33    | 1    |
| Кьево       | Италия     | 2003/04 | Серия A    | 28    | 3    |
| Палермо     | Италия     | 2004/05 | Серия A    | 30    | 3    |
| Палермо     | Италия     | 2005/06 | Серия A    | 28    | 0    |
| Фиорентина  | Италия     | 2006/07 | Серия A    | 8     | 1    |
| Фиорентина  | Италия     | 2007/08 | Серия A    | 26    | 5    |
| Фиорентина  | Италия     | 2008/09 | Серия A    | 20    | 1    |
| Фиорентина  | Италия     | 2009/10 | Серия A    | 26    | 3    |
| Фиорентина  | Италия     | 2010/11 | Серия A    | 28    | 4    |
| Наполи      | Италия     | 2011/12 | Серия A    | 8     | 0    |
| Чезена      | Италия     | 2011/12 | Серия A    | 16    | 3    |
| Торино      | Италия     | 2012/13 | Серия A    | 27    | 4    |
| Дженоа      | Италия     | 2013/14 | Серия A    | 6     | 0    |
| Ольяненсе   | Португалия | 2013/14 | Зон Сагреш | 3     | 0    |
| Дженоа      | Италия     | 2014/15 | Серия A    | 0     | 0    |
| Фрозиноне   | Италия     | 2014/15 | Серия В    | 12    | 1    |
| Про Патрия  | Италия     | 2015/16 | Серия С    | 16    | 3    |
| Про Патрия  | Италия     | 2016/17 | Серия D    | 28    | 13   |
| Про Патрия  | Италия     | 2017/18 | Серия D    | 29    | 16   |
| Про Патрия  | Италия     | 2018/19 | Серия С    | 29    | 16   |
| Палермо     | Италия     | 2019/20 | Серия D    | 12    | 3    |
| Палермо     | Италия     | 2020/21 | Серия С    | 4     | 0    |

### Сборная
| Дата            | Оппонент  | Счёт                     | Голы | Соревнование                 |
| 18 августа 2004 | Япония    | 2-1                      | 1    | Товарищеский матч            |
| 14 июня 2005    | Тунис     | 2-1                      | -    | Кубок конфедераций 2005      |
| 18 июня 2005    | Австралия | 4-2                      | -    | Кубок конфедераций 2005      |
| 21 июня 2005    | Германия  | 2-2                      | -    | Кубок конфедераций 2005      |
| 26 июня 2005    | Мексики   | 1-1 (в д.в.) 7-6 по пен. | -    | Кубок конфедераций 2005      |
| 17 августа 2005 | Венгрия   | 2-1                      | -    | Товарищеский матч            |
| 9 октября 2005  | Перу      | 2-0                      | -    | Квалификация чемпионата мира |

## Достижения
- Чемпион Аргентины: 2001 (клаусура)
- Обладатель Кубка Меркосур: 2001